# Fernando Luís Mouzinho de Albuquerque (coronel)
Fernando Luís Mouzinho de Albuquerque CvC • CvA • GOA • MPBS • MOBS • MPCE • MOCE (Campo Maior, Nossa Senhora da Expectação, 23 de Março de 1874 — Lisboa, Camões, 25 de Janeiro de 1942) foi um militar do Exército Português, onde atingiu o posto de Coronel, destacado apoiante do regime do Estado Novo, que exerceu diversas funções administrativas e políticas, entre as quais a de Intendente-Geral da Polícia de Segurança Pública e de Alto-Comissário para a reconstrução da cidade da Horta após o grande sismo de 31 de Agosto de 1926. Descendente de uma família de notáveis militares, foi bisneto de Luís da Silva Mouzinho de Albuquerque.

## Família
Descendente de uma família de militares, era filho do General José Diogo Raposo Mouzinho de Albuquerque e de sua mulher Maria Henriqueta Burlamaqui Moreno Marecos ou Burlamaqui Pedegache Marecos.

## Biografia
Destinado também à vida militar, assentou praça em 1891, tendo concluído em 1894 o curso de Cavalaria da Escola do Exército, com 10 valores. Foi promovido, sucessivamente, a Alferes (1896), Tenente (1901), Capitão (1909), Major (1915), Tenente-Coronel (1917) e até atingir o posto de Coronel (1922), no qual passou à reserva em 1931. Ao longo da sua carreira militar exerceu diversas funções militares, administrativas e políticas, com destaque para os anos finais, durante os quais foi destacado apoiante da Ditadura Militar, da Ditadura Nacional e do nascente regime do Estado Novo.
Terminado o curso, foi colocado na Escola Prática de Cavalaria, em Vila Viçosa, mais tarde em Torres Novas, unidade onde fez a maior parte da sua carreira militar e da qual foi Segundo-Comandante.
Em 1925, foi nomeado Comandante do Regimento de Cavalaria n.º 5, tendo nessas funções comandado as tropas de Cavalaria na Revolução de 28 de Maio de 1926, golpe de que foi um destacado apoiante.
Quando no dia 31 de Agosto daquele ano um violento sismo causou grande destruição na cidade da Horta, nos Açores, e nas povoações vizinhas, matando 9 pessoas e danificando, total ou parcialmente, 4138 casas, o Coronel Mouzinho de Albuquerque foi nomeado para o cargo de governador Civil do Distrito da Horta, com poderes de Alto-Comissário da Ditadura Militar. Exerceu esse cargo entre 22 de Setembro de 1926 e 7 de Janeiro de 1927, sendo louvado, apesar das sérias críticas tecidas na imprensa local ao processo de reconstrução, por ter desempenhado com inexcedível zelo, superior inteligência e acendrado patriotismo as árduas funções deste cargo. Já no período de afirmação do regime, em 1930, a comissão administrativa da Câmara Municipal da Horta decidiu dar ao bairro então construído na zona de Porto Pim, para instalar famílias desalojadas pelo sismo, o nome de Bairro Coronel Mouzinho de Albuquerque, topónimo passado ao oblívio, embora ainda presente na toponímia oficial da cidade da Horta.
Regressado a Lisboa, foi nomeado Vogal do Conselho da Ordem Militar de Avis (1927) e afirmou-se como um acérrimo defensor do regime saído do golpe de 28 de Maio de 1926, integrando o aparelho político-judicial e repressor do novo regime. Depois de ter inicialmente sido nomeado director da Cadeia Nacional de Coimbra, sendo em simultâneo Presidente da Junta Geral do Distrito de Coimbra, passou a Intendente-Geral da Polícia de Segurança Pública, cargo de elevada responsabilidade política no ambiente pré-insurreccional que então se vivia, a juiz auditor do I Tribunal Militar Territorial e a Membro da Comissão Reguladora dos Tribunais Militares Especiais, entidade à qual nomeadamente cabia a harmonização das penas aplicadas pelos tribunais militares especiais (1935-1936). Foi Presidente do Tribunal Militar Especial que funcionou em Angra do Heroísmo desde 28 de Maio a 2 de Junho de 1937, destinado a julgar os opositores do regime desterrados para o Castelo de São João Baptista do Monte Brasil. Quando morreu era, desde 1938, Presidente do Tribunal Especial Militar.
Na vertente civil, foi Administrador da Companhia do Caminho de Ferro de Benguela, Presidente da Junta Geral do Distrito de Coimbra, entre outros cargos
Foi Cruz de 1.ª Classe da Ordem do Mérito Militar de Espanha como Tenente de Cavalaria (Ordem do Exército, 1907, 2.ª Série, n.º 8, p. 121), tendo recebido o respectivo Distintivo Branco em 1922, Cavaleiro da Ordem Militar de Avis como Tenente do Estado-Maior de Cavalaria a 28 de Setembro de 1907 (Ordem do Exército, 1907, 2.ª Série, n.º 19, p. 346), Medalha de Prata de Comportamento Exemplar em 1907, Cavaleiro da Ordem Militar de Cristo em 1907, Grande-Oficial da Ordem Militar de Avis por serviços distintos a 5 de Outubro de 1924, Medalha de Ouro de Comportamento Exemplar em 1922, Comendador da Ordem de Carlos III de Espanha em 1927, Grã-Cruz da Ordem de Isabel a Católica de Espanha e Medalha de Prata de Bons Serviços ambas em 1928, Grã-Cruz da Ordem do Mérito Civil de Espanha a 24 de Outubro de 1930 e Medalha de Ouro de Bons Serviços em 1934.
Faleceu em Lisboa e jaz no Cemitério do Alto de São João.

## Casamento
Casou a 22 de Agosto de 1896 com sua prima-irmã Laura Mouzinho de Albuquerque (Leiria, 12 de Abril de 1875 – Lisboa, Sé, 29 de Agosto de 1950), filha de Luís da Silva Mouzinho de Albuquerque e de sua primeira mulher Emília Augusta de Araújo Winckler, de quem não teve descendência.